# Titre de transport

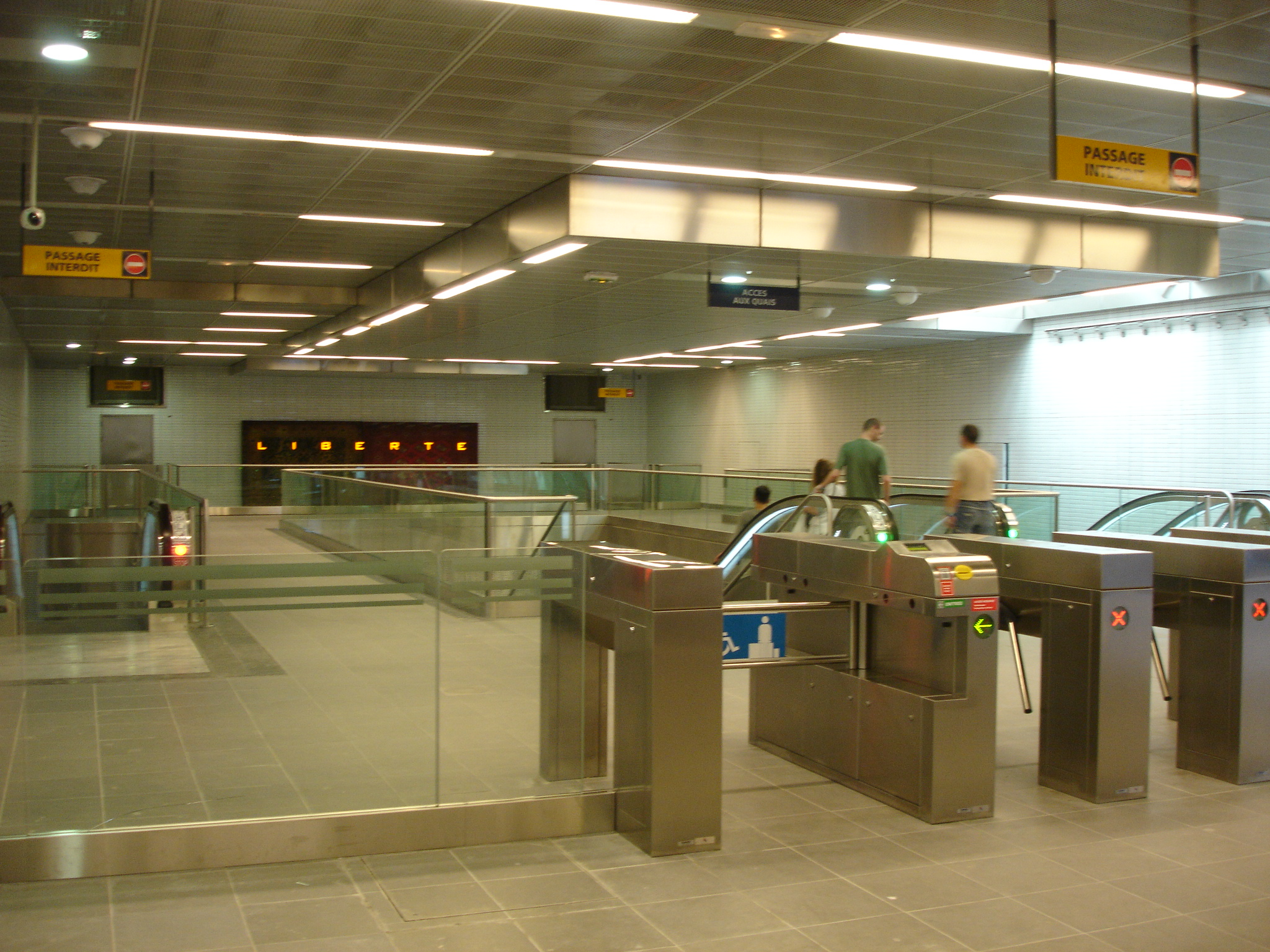
Portillons d'accès à la station Palais de Justice du métro de Toulouse.

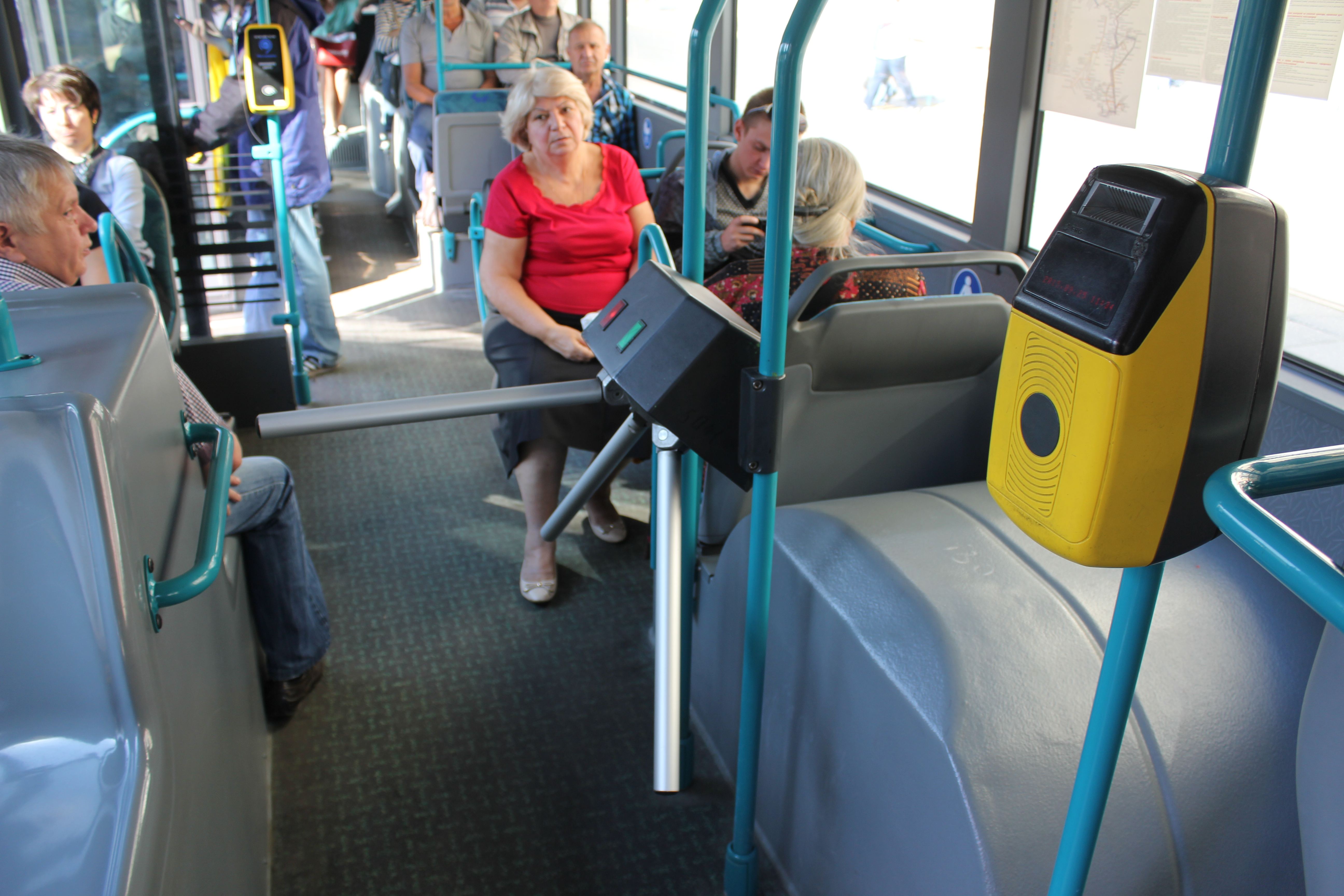
Portillon d'accès dans un bus de Moscou (Russie).

Dans les transports publics, un titre de transport est un document qui permet au voyageur de justifier du paiement de son trajet. C'est en quelque sorte la matérialisation du contrat de transport passé entre le voyageur et le transporteur. 

## Description

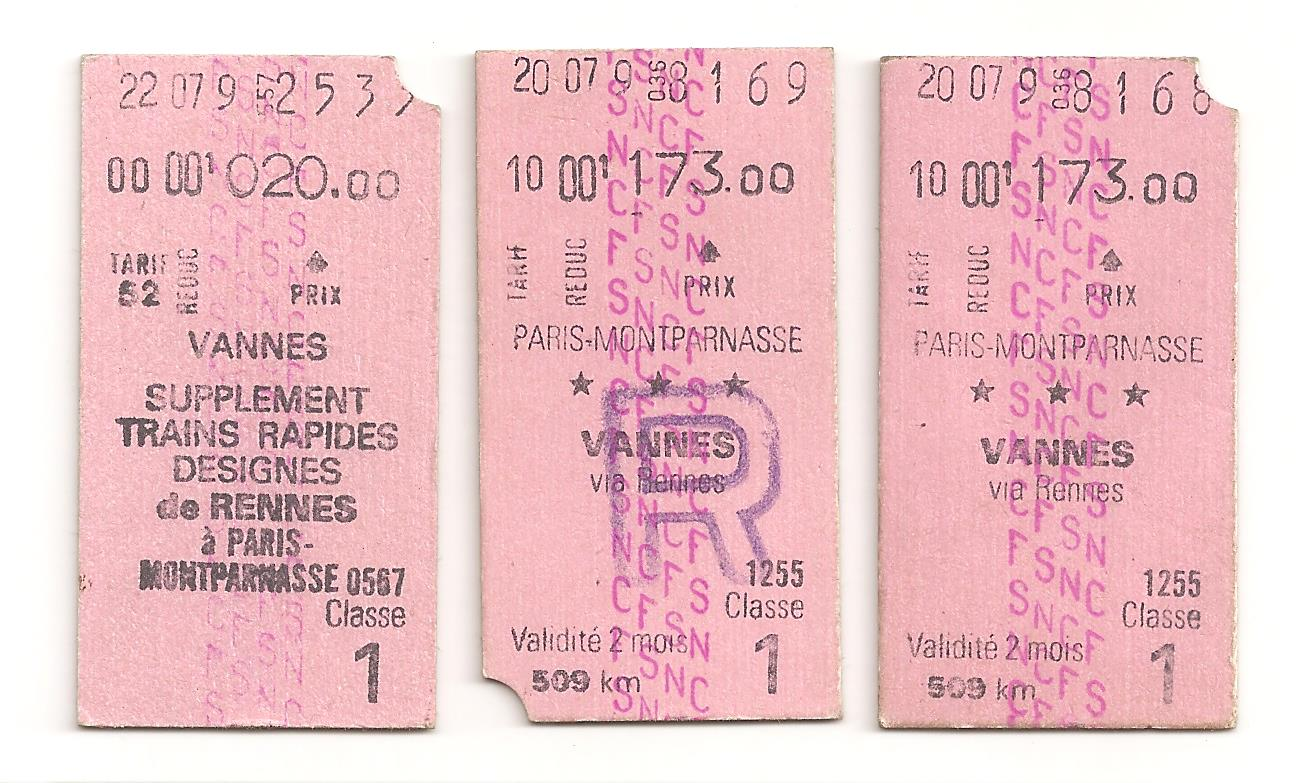
Billets SNCF Paris Montparnasse - Vannes et retour, achetés le vendredi 20 juillet 1979, utilisés le 20/07 et le 22/07. Supplément pour jour et heure de pointe. Classe 1. Recto.

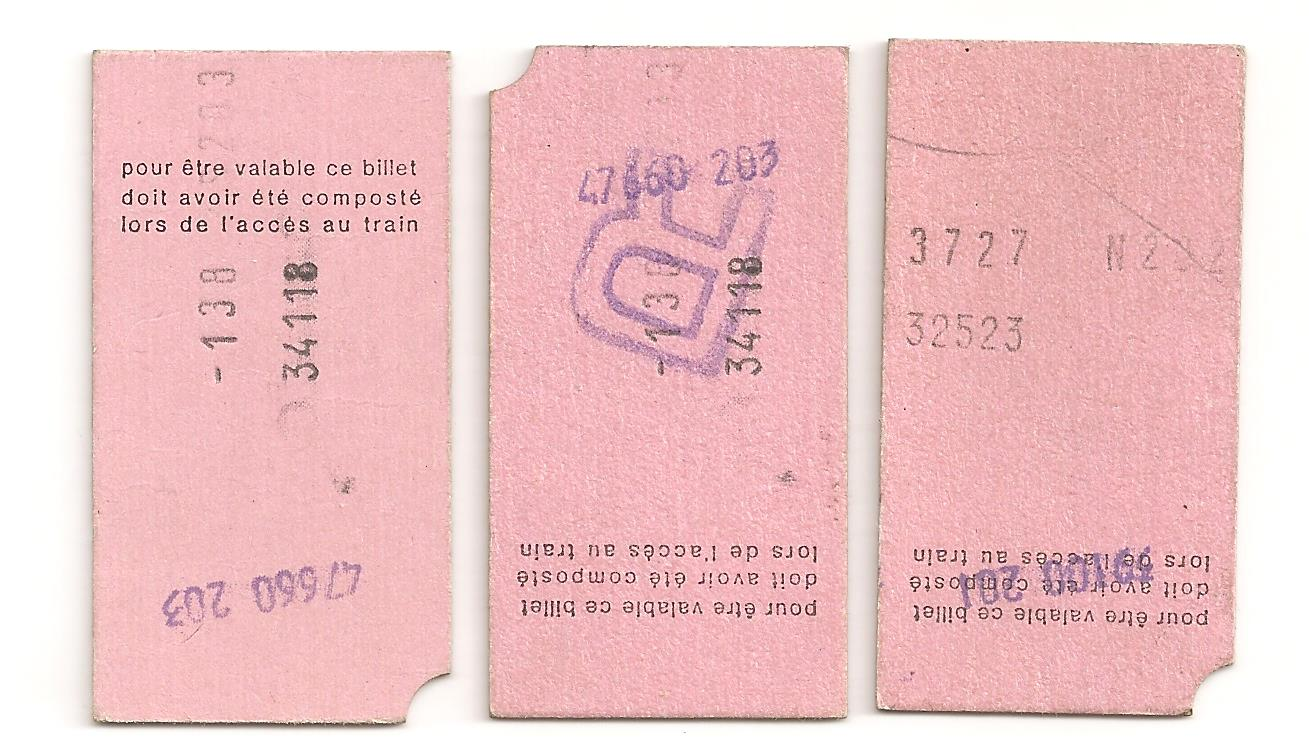
Verso avec marques de composteur, gares 59100 et 47660, jours 201 et 203.

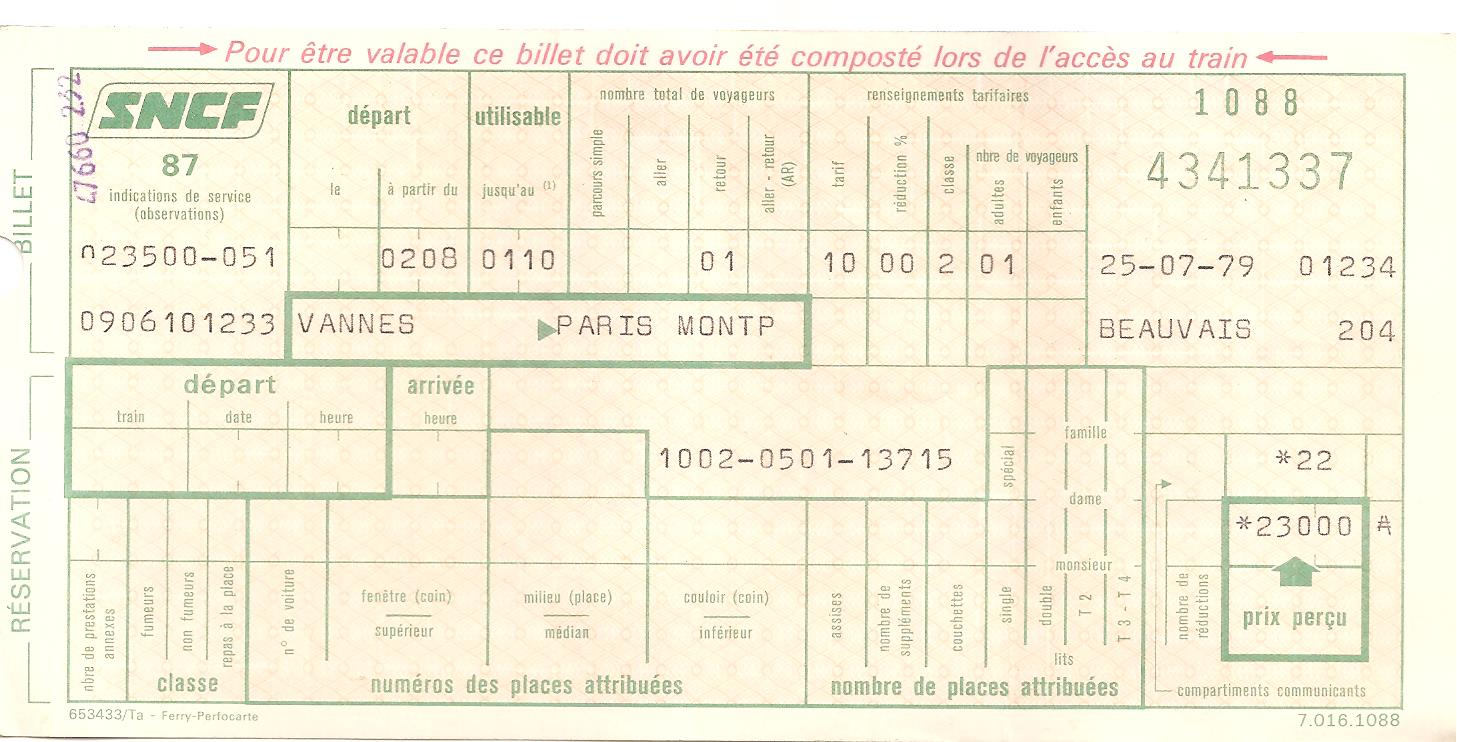
Billet SNCF informatisé Vannes - Paris Montparnasse pour le 2 aout 1979, acheté le 25 juillet 1979 à Beauvais

Le titre de transport se présente sous diverses formes :
- billets en papier, pouvant éventuellement comprendre plusieurs feuillets ;
- tickets en cartons de taille réduite ;
- carte plastifiée ;
- titre dématérialisé (valider avec son mobile).

La plupart de ces supports sont souvent munis de bandes magnétique, parfois de puces électroniques (éventuellement RFID, comme les cartes Navigo, KorriGo, Opus, Pass Pass et MOBIB), contenant diverses informations relatives au trajet, à la période de validité, voire à l'identité du voyageur.
En général on parle de « billets » pour les transports en chemin de fer et les transports aériens et de « tickets » dans les transports urbains (métro, tramway, bus…), alors que le mot « billet » est généralement utilisé dans tous les cas en Amérique du Nord et que « ticket » est considéré comme un anglicisme.

## Achat
Le titre de transport s'achète généralement en se présentant à un guichet de vente, par exemple dans une gare, un aéroport, une station de métro, etc. Souvent les guichets sont remplacés par des distributeurs automatiques de titres de transport. Plus récemment, la vente de titres de transport par Internet existe et est quelquefois accompagnée par une dématérialisation du titre de transport.
Leur prix dépend des formules de tarification employée. Le montant du titre peut être souvent établi en fonction de la distance parcourue et de la classe de transport utilisée, quand ce n'est pas forfaitairement par ligne ou section de ligne, par zone de déplacement ou pour l'ensemble du réseau.
Des réductions, voire la gratuité, sont généralement proposées, sur des critères commerciaux (abonnement, tarifs de groupes, offres touristiques, etc.) ou selon des critères sociaux (aide aux personnes défavorisées, étudiants, personnes âgées, etc.) dont le coût est généralement pris en charge par les collectivités locales.

## Validité
Le titre de transport n'est en principe valable qu'après avoir été validé, opération qui peut se faire en même temps que la délivrance du titre, ou être différée, le voyageur devant alors le présenter à un employé ou l'introduire dans un appareil ad-hoc (composteur ou valideur) au moment où il commence son voyage. Dans ce dernier cas, la validation d'un titre de transport est souvent nécessaire pour pouvoir pénétrer dans l'enceinte des infrastructures lorsque l'entrée en est contrôlé par un portillon d'accès (station de métro, par exemple).
Il peut être valable pour un trajet simple, un trajet aller et retour, plusieurs trajets successifs, ou pour une période de temps déterminée (carte d'abonnement).

## Contrôle
Le contrôle des titres de transport est assuré par des contrôleurs, soit dans les véhicules pendant le déplacement, soit au moment de l'embarquement. Dans certains cas, ces contrôles sont renforcés, voire remplacés, par des dispositifs mécaniques (par exemple des tourniquets ou des portillons installés dans les stations de métro ou à bord des véhicules).

### En France
En France, en dehors des villes où la gratuité des transports publics a été instaurée ou des périodes pendant lesquelles ils sont gratuits, le voyageur surpris sans titre de transport valable est passible d'une amende forfaitaire ou, dans certains cas (récidive), peut faire l'objet de poursuites judiciaires. 
Les textes régissant les « Procès-verbaux de contravention » dans les réseaux font suite à la loi du 22 Mars 2016 (et à l’abrogation du décret du 22 mars 1942).
En synthèse, selon le code des transports, notamment ses articles L. 2241-1, L. 2241-6, et L. 2242-4 et les décrets n° 2016-541 du 3 mai 2016 article 5 et 2017-107 du 30 janvier 2017 :
« Il est interdit à toute personne de pénétrer dans un espace dont l'accès est réservé aux détenteurs d'un titre de transport ou de voyager dans un véhicule affecté au transport public de voyageurs, sans être munie d'un titre de transport valable complété, s'il y a lieu, par les opérations incombant au voyageur telles que compostage, validation ou apposition de mentions manuscrites. »
Lorsqu'une personne commet une infraction dans les transports publics, par exemple un « défaut de présentation » celle-ci doit être constatée par des agents assermentés de l'exploitant. Ils encourent une amende prévue pour les contraventions de 3e classe (article 15 du décret du 3 mai 2016).
L'action publique est éteinte en cas de transaction par versement d'une indemnité forfaitaire à l'exploitant. Le montant de l'indemnité forfaitaire est variable selon les exploitants et les infractions, sans pouvoir dépasser les seuils édictés par le pouvoir réglementaire. Le montant est réglé immédiatement auprès du contrôleur ou dans le cas contraire le contrôleur peut recueillir les nom et adresse du présumé contrevenant afin de dresser un procès-verbal de contravention.
Le contrevenant pourra alors payer l'indemnité forfaitaire, à laquelle peuvent s'ajouter des frais de dossier. Dans le cas contraire un titre de recette sera émis par le Trésor Public après transmission par un Officier du Ministère Public (OMP) pour le paiement d’une amende forfaitaire majorée.
Plusieurs catégories de personnes ont le droit d’infliger des amendes, comme le mentionne l’article L. 2241-1 du code des transports : 
« Sont chargés de constater par procès-verbaux les infractions aux dispositions du présent titre ainsi que les contraventions prévues par les règlements relatifs à la police ou à la sûreté du transport et à la sécurité de l'exploitation des systèmes de transport ferroviaire ou guidé, outre les officiers et les agents de police judiciaire :
1. Les fonctionnaires ou agents de l’État assermentés missionnés à cette fin et placés sous l'autorité du ministre chargé des transports ;
2. Les agents assermentés missionnés de l’établissement public de sécurité ferroviaire,
3. Les agents assermentés missionnés du gestionnaire d'infrastructures de transport ferroviaire et guidé
4. Les agents assermentés de l'exploitant du service de transport ;
5. Les agents assermentés missionnés du service interne de sécurité de la SNCF, 6° Les agents de police municipale. »

L’autorisation unique n° AU-012 du 26/09/2013 concerne la gestion par les organismes de droit public ou de droit privé gérant un service public de transports terrestres des contraventions des quatre premières classes à la police des services publics de transports terrestres.
Les données à caractère personnel enregistrées sont relatives aux contrevenants n’ayant pas versé une indemnité transactionnelle au moment de la constatation, aux infractions et à l’agent verbalisateur. Les durées de conservation ne peuvent excéder une durée maximale de 12 mois consécutifs en vue de déterminer si le délit d’habitude est caractérisé et ce pour les données relatives aux contrevenants dans le cadre de contraventions n’ayant pas donné lieu à une transaction.
En cas de paiement de l’indemnité forfaitaire, les données relatives aux contrevenants doivent être supprimées à compter de ce paiement. L’information sur les droits des personnes concernées se fait par l’affichage d’une note explicative devant figurer à l’intérieur des transports, et par la diffusion d’une mention d’information sur les courriers de relance de recouvrement des amendes. L’information des agents contrôleurs est effectuée par la diffusion d’une note explicative individuelle.
À noter que la détention d'un contrat de transport valide donne au voyageurs des garanties juridiques. En effet, le transporteur a l'obligation de transporter le voyageur jusqu'à sa destination en toute sécurité, sauf à prouver une faute du voyageur.

## Collection
Le loisir consistant à collectionner des titres de transports s'appelle l'ésitériophilie.

## Galerie

Titre de transport de la STIB (Bruxelles).
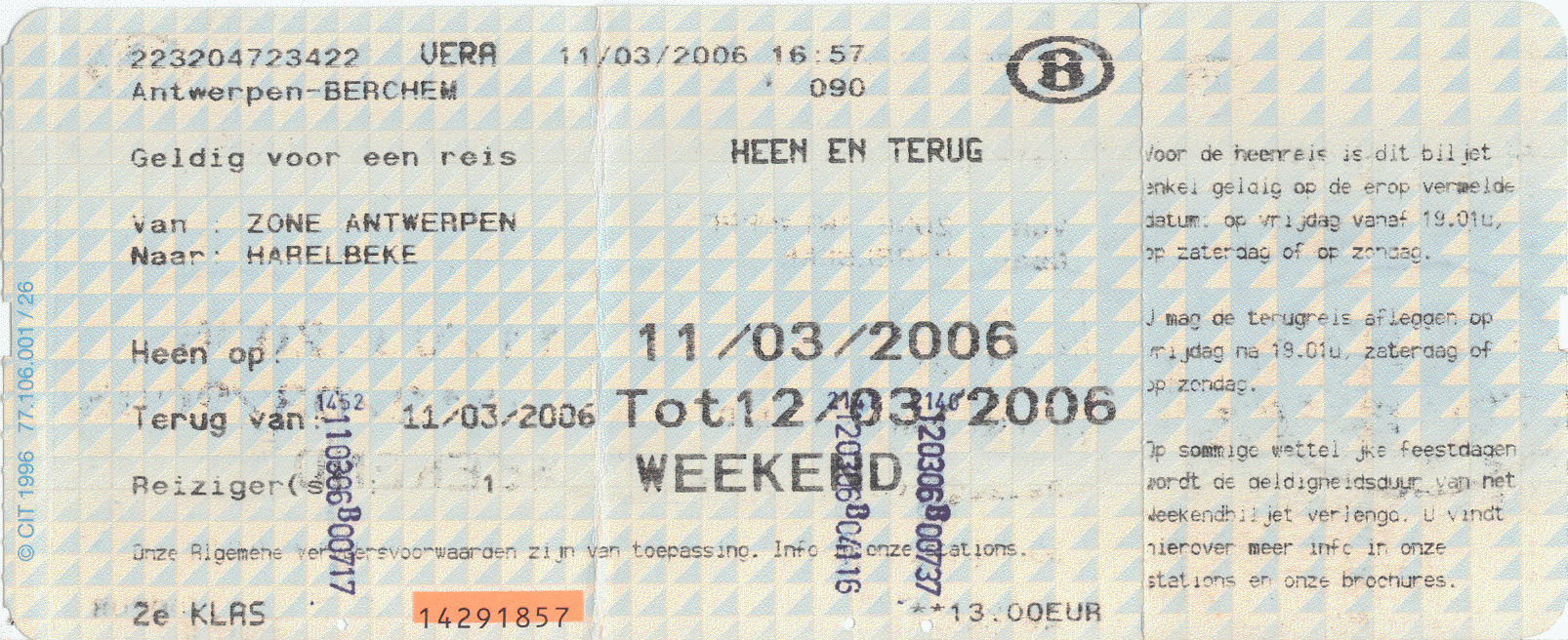
Billet Week-End de la SNCB.
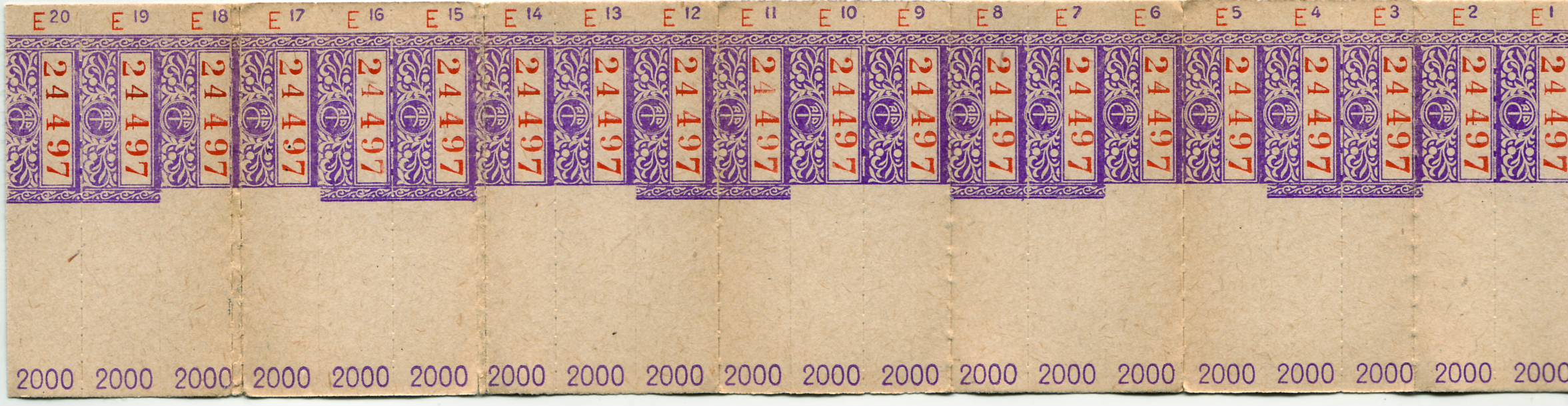
Carnet de 20 tickets de bus de la STCRP, ancêtre de la RATP parisienne.
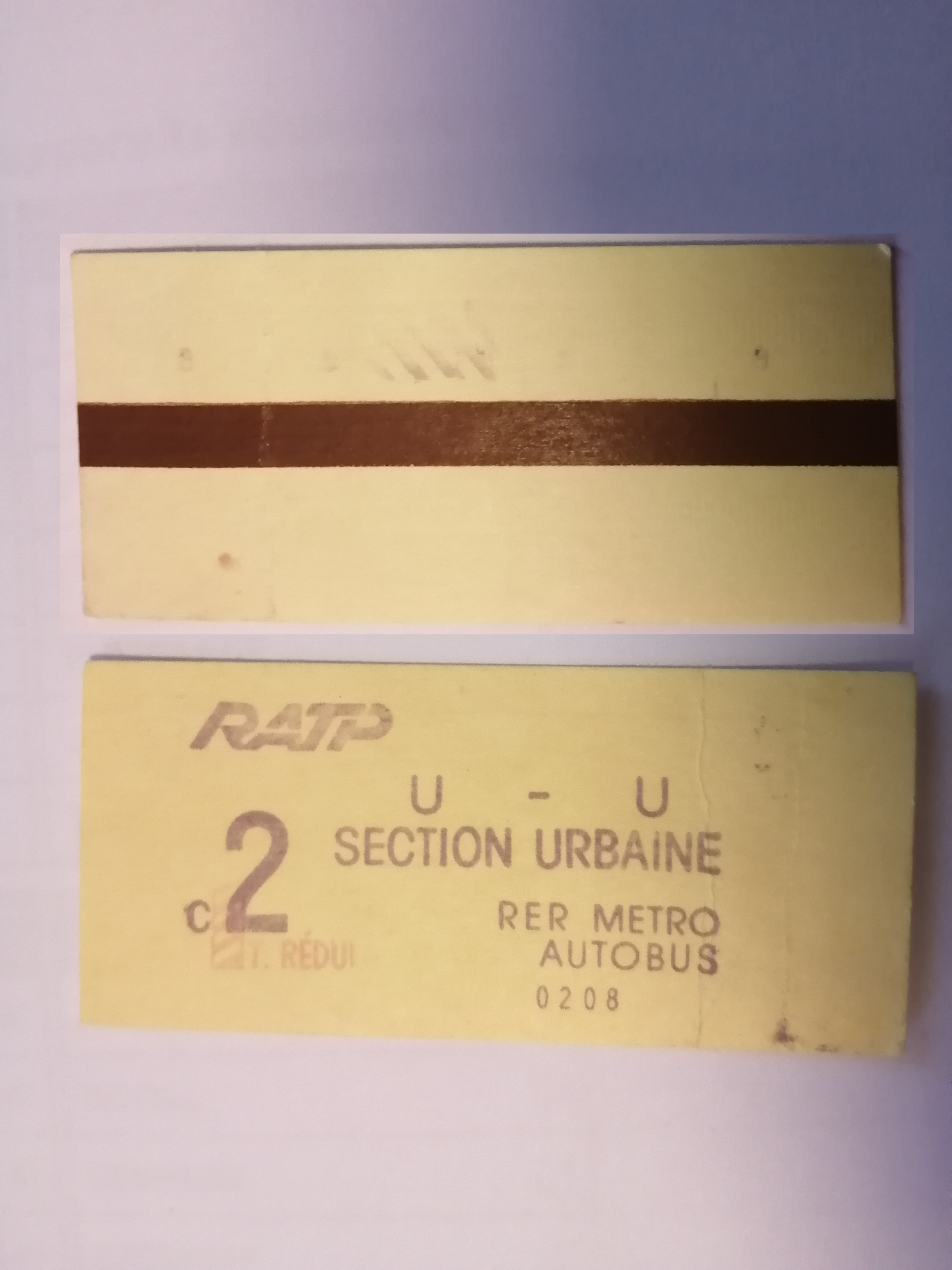
Ticket de la RATP metro-bus parisien, 1982.